# Zdzisława Donat
Zdzisława Donat (ur. 4 lipca 1936 w Poznaniu) – polska śpiewaczka operowa światowej sławy (sopran koloraturowy), występująca w latach 70. i 80. XX w. na największych festiwalach i scenach operowych świata. W późniejszych latach profesor Akademii Muzycznej w Krakowie, a następnie Akademii Muzycznej im. Fryderyka Chopina w Warszawie.

## Życiorys
Artystka pochodzi z rodziny o tradycjach muzycznych – jej matka ukończyła prywatną szkołę muzyczną Heleny Miączyńskiej w Poznaniu, była pedagogiem gry na fortepianie i akordeonie, występowała również jako śpiewaczka, a siostry artystki wykonują zawody powiązane z muzyką (lekarz laryngolog-foniatra i psycholog, muzykoterapeuta badający uzdolnienia muzyczne młodzieży). Zdzisława Donat jest z wykształcenia inżynierem optykiem (Politechnika Warszawska). Przez dwa lata wykonywała wyuczony zawód w Centralnym Instytucie Ochrony Pracy, zajmując się ochroną przed promieniowaniem podczerwonym w sprzęcie optycznym, równolegle kształcąc się w Szkole Muzycznej II st. im. Fryderyka Chopina w Warszawie u prof. Zofii Brégy, która ukształtowała jej głos i nakierowała repertuarowo, pozostając również potem jej najważniejszą korektorką głosu. To właśnie ona trafnie przewidziała, iż w przyszłości partia Królowej Nocy z opery Mozarta Czarodziejski flet będzie jej „drugim zawodem”. Na początku swego rozwoju artystycznego miała również okazję pobrania kilku lekcji u sędziwej już, słynnej Ady Sari, która udzieliła jej dalszych sugestii w zakresie interpretacji arii Królowej Nocy.
Karierę rozpoczęła w Centralnym Zespole Artystycznym Wojska Polskiego. W latach 60. solistka Teatru Wielkiego w Poznaniu. Zdobywczyni Premier Grand Prix na 14. Międzynarodowym Konkursie Śpiewaczym w Tuluzie w 1967. W latach 70., 80. i na początku lat 90. solistka Teatru Wielkiego w Warszawie.
Międzynarodową karierę muzyczną otwarło jej na początku lat 70. zaproszenie przez niemieckiego dyrektora i reżysera Kurta Pscherera do monachijskiego Staatstheater am Gärtnerplatz. Od tego czasu przez następne kilkanaście lat artystka stale współpracowała z szeregiem teatrów niemieckich, dzieląc swoje występy sceniczne pomiędzy Niemcy i Polskę. Równolegle występowała gościnnie w najważniejszych teatrach Europy, m.in. Wiener Staatsoper, londyńska Covent Garden Theatre. Była drugą Polką po II wojnie światowej, która wystąpiła w mediolańskiej La Scali (partie Ognia, Księżniczki i Słowika w operze Maurice’a Ravela Dziecko i czary, w latach późniejszych występując tam również jako Królowa Nocy w Czarodziejskim flecie). Dwukrotnie zapraszano ją do nowojorskiej Metropolitan Opera (najpierw śpiewała partię Królowej Nocy z Czarodziejskiego Fletu, a podczas drugiego pobytu partię Konstancji z opery Uprowadzenie z seraju). Łącznie występowała w większości państw europejskich, a także w Japonii, USA (Nowy Jork, San Francisco, Seattle, Portland), Kanadzie (Vancouver), Argentynie (Teatro Colón w Buenos Aires) i na Wyspach Kanaryjskich (Las Palmas).
W bogatym repertuarze Zdzisławy Donat szczególne miejsce zajmują role w operach Wolfganga Amadeusa Mozarta. Przez lata była niedoścignioną w świecie Królową Nocy w Czarodziejskim flecie, śpiewając tę partię także w Nowym Jorku (w inscenizacji, do której scenografię i kostiumy projektował Marc Chagall). O jej klasie wykonawczej w tej roli świadczy fakt, iż występowała przez 9 sezonów na najważniejszym mozartowskim festiwalu świata – Salzburger Festspiele. Występowała też jako Konstancja we wczesnej operze Mozarta Uprowadzenie z seraju. Obdarzona ciepłym, delikatnym i niezwykłej urody sopranem, zdolna do wyrazistej ekspresji, dysponująca wirtuozowską techniką wokalną – była predestynowana do ról w operach romantycznych z kręgu włoskiego belcanta. Występowała w roli tytułowej opery Gaetana Donizettiego Łucja z Lammermooru (wzbudzając zachwyt wykonaniem karkołomnie trudnej, 20-minutowej arii w scenie obłędu). Zasłynęła też rolą tytułową w operze Vincenzo Belliniego Lunatyczka. Krytyka podkreślała jej talent aktorski. Po występach w tytułowej roli Violetty w operze Giuseppe Verdiego Traviata w Monachium porównywano jej grę do Grety Garbo w filmie Dama kameliowa. Śpiewała też (w Teatrze Wielkim w Warszawie) w Rigoletcie (jako Gilda), w dramacie muzycznym Richarda Wagnera Zygfryd (jako Ptaszek Leśny), w operze Nikołaja Rimskiego-Korsakowa Złoty kogucik (jako Szemachańska Królowa), w operze Gioachina Rossiniego Cyrulik sewilski (jako Rozyna), w Strasznym Dworze (jako Hanna), czy też w operze Belliniego Capuleti i Montecchi (jako Julia). Popisową rolą Zdzisławy Donat w repertuarze polskim była Ewa w operze Stanisława Moniuszki Hrabina (słynna „aria włoska”, koloraturowa, którą na życzenie publiczności musiała bisować na każdym spektaklu w warszawskim Teatrze Wielkim). Inną jej niezwykłą rolą w tym teatrze była partia Olimpii – lalki-robota – w Opowieściach Hoffmanna Offenbacha, wymagająca w tej inscenizacji niezwykłego, jak na śpiewaczkę operową, przygotowania sportowego; także słynną arię lalki z tej opery bisowała na spektaklach warszawskich.
Tylko na płytę (bez występów scenicznych) nagrała natomiast Kołysankę Roksany z opery Karola Szymanowskiego Król Roger. W obrębie muzyki XX wieku sukcesem była trudna technicznie rola Ognia w operze Ravela Dziecko i czary, wykonywana w Teatrze Wielkim w Poznaniu, a następnie w La Scali w Mediolanie. Wystąpiła też (i wzięła udział w nagraniu płyty) w polskim prawykonaniu Requiem Romana Maciejewskiego.
Działalność pedagogiczną rozpoczęła w Akademii Muzycznej w Krakowie, w której nadano jej tytuł profesora zwyczajnego. Następnie prowadziła klasę śpiewu w Akademii Muzycznej im. Fryderyka Chopina w Warszawie. Członkini Polskiego Stowarzyszenia Pedagogów Śpiewu.

## Nagrody i odznaczenia
- 1962: Brązowy Medal na Międzynarodowym Konkursie Wokalnym w Helsinkach.
- 1967: Premier Grand Prix na Międzynarodowym Konkursie Wokalnym w Tuluzie.
- 1976: Tytuł „Bayerische Kammersängerin”.
- 1983: Krzyż Kawalerski Orderu Odrodzenia Polski.
- 1984: Dyplom „Za wybitne Osiągnięcia w Propagowaniu Kultury Polskiej za Granicą” Ministra Spraw Zagranicznych.
- 1984: „Zasłużony Działacz Kultury” – Odznaczenie Ministra Kultury i Sztuki.
- 2000: Nagroda I Stopnia Rektora Akademii Muzycznej im Fryderyka Chopina (obecnie UMFC).
- 2006: Złoty Medal „Zasłużony Kulturze Gloria Artis”.
- 2010: Teatralna Nagroda im. Jana Kiepury.
- 2013: Nagroda Miasta Stołecznego Warszawy.
- 2020: Nagroda Ariona ZASP.

## Dyskografia
- W.A. Mozart opera – Die Zauberflöte – Wiener Philharmoniker Orchester – dyr. James Levine RCA (CD) – uznana Płytą Roku.
- W.A. Mozart opera – Die Entführung aus dem Serail – Berlin ZDF (DVD).
- W.A. Mozart opera – Der Schauspieldirektor – Wiedeń ORF w pałacu Schönbrunn (DVD).
- W.A. Mozart opera – Die Zauberflöte für Kinder – Salzburg, ORF (DVD).
- Giovanni Paisiello opera – La Serva Padrona – dyr. Jerzy Dobrzański (Polskie Nagrania).
- Roman Maciejewski Requiem Missa Pro Defunctis – dyr. Tadeusz Strugała (Polskie Nagrania) – Nagroda Muzyczna „Fryderyk” (2011).
- W.A. Mozart Messe c-moll – dyr. Anton J. Schmid – JHV.
- Zdzisława Donat – Sławni Polscy Śpiewacy – arie operowe – dyr. J. Kasprzyk, A. Wit (Polskie Nagrania).
- Arena di Verona Opera for Africa 1985 r. (Polygram) – dyr. Roberto Paternostro (CD/DVD).
- Opera Poznańska i jej soliści – dyr. M. Dondajewski (Polskie Nagrania) – aria Hanny z opery Straszny dwór S. Moniuszki.
- 150 lat Teatru Wielkiego – dyr. Robert Satanowski (Polskie Nagrania) – aria Roxany z opery Król Roger K. Szymanowskiego.